# Coleophora wiltshirei
Coleophora wiltshirei é uma espécie de mariposa do gênero Coleophora pertencente à família Coleophoridae.